# Railink
 (janvier 2020).
Si vous disposez d'ouvrages ou d'articles de référence ou si vous connaissez des sites web de qualité traitant du thème abordé ici, merci de compléter l'article en donnant les références utiles à sa vérifiabilité et en les liant à la section « Notes et références ».

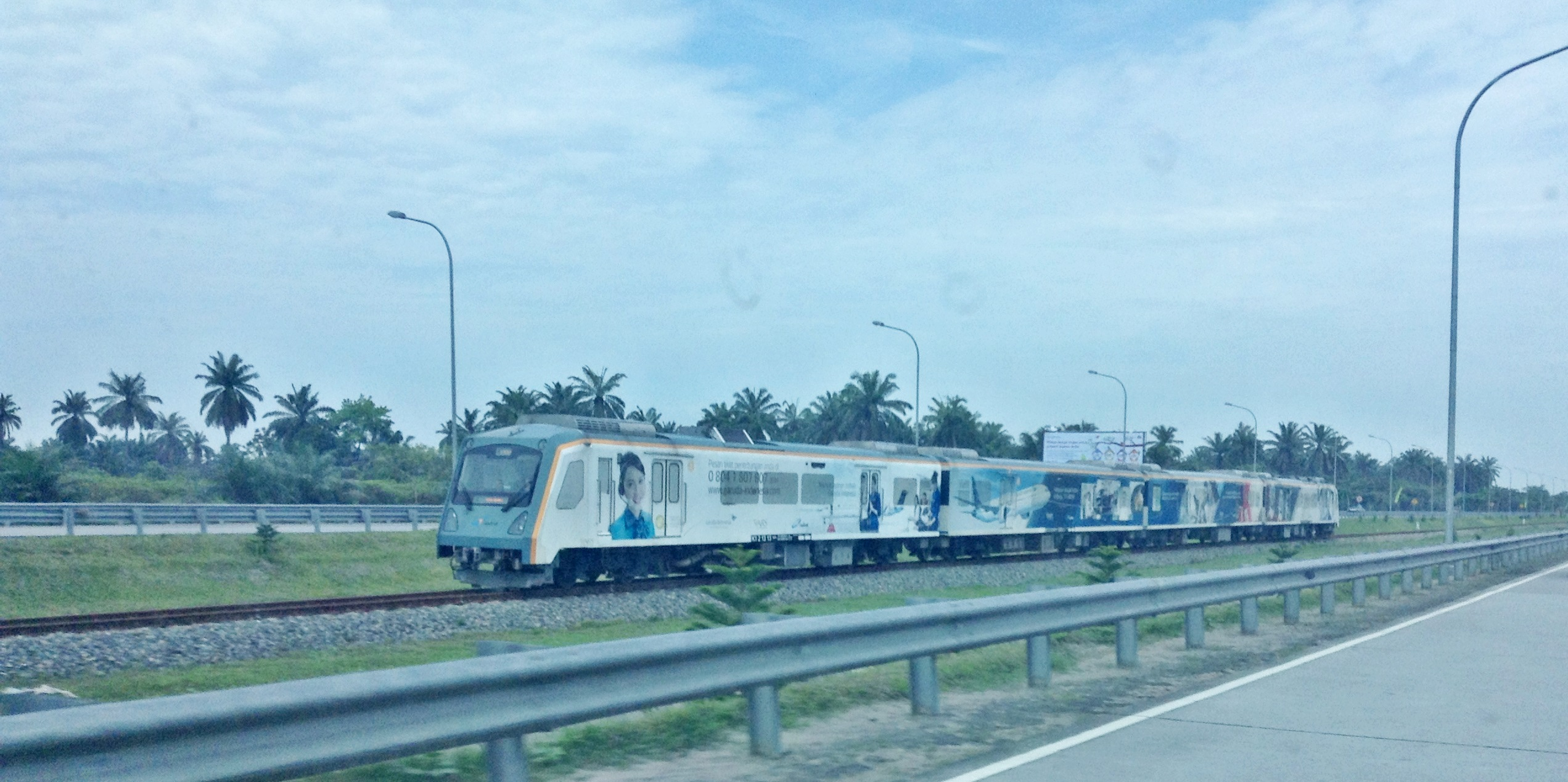
Le train qui relie Medan à Kualanamu

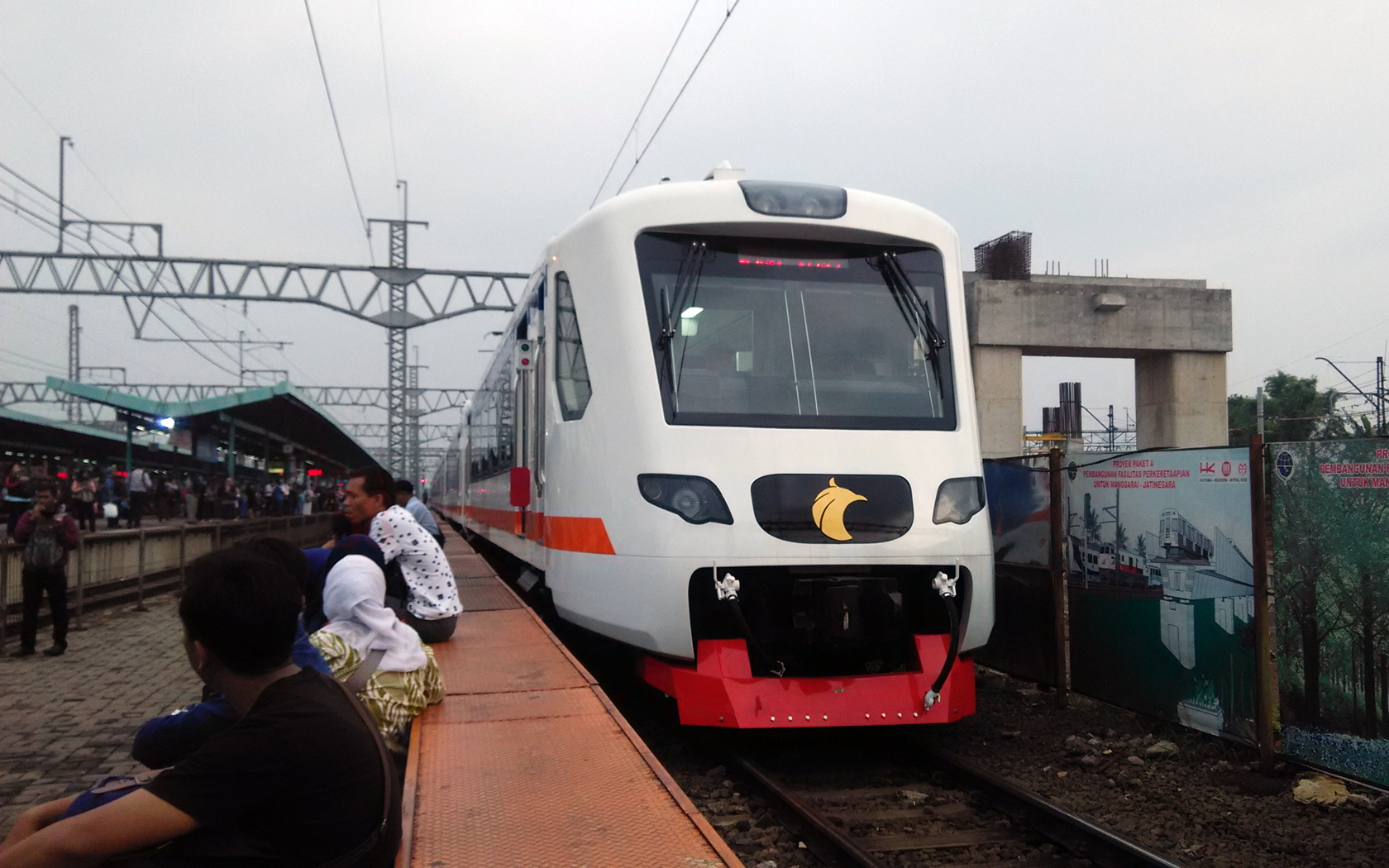
Rame de la nouvelle liaison avec l'aéroport international Soekarno-Hatta à la gare de Manggarai

PT Railink est une co-entreprise entre la compagnie des chemins de fer indonésiens PT Kereta Api Indonesia (60%) et PT Angkasa Pura II, l'entreprise d'État chargée de l'exploitation d'une partie des aéroports de l'Indonésie (40%). Son siège est à Jakarta, la capitale du pays.
PT Railinkest chargée de :
- L'exploitation, la gestion et l'entretien de trains de desserte d'aéroport,
- Le développement et la gestion de gares en aéroport et en ville,
- La création et l'entretien de structures et infrastructures ferroviaires,
- La construction d'infrastructures ferroviaires,
- Le conseil et la conception de systèmes ferroviaires,
- Autres activités liées.

La société exploite la liaison Medan-Aéroport international de Kualanamu dans le nord de Sumatra et la nouvelle liaison Jakarta-Aéroport international Soekarno-Hatta inaugurée le 2 janvier 2018.

## Projets
Trois nouvelles liaisons aéroportuaires sont en cours de construction : Sultan Mahmud Badaruddin II à Palembang, Minangkabau à Padang et Adisumarmo à Surakarta.